# Xanthosoma seideliae
Xanthosoma seideliae är en kallaväxtart som beskrevs av Thomas Bernard Croat. Xanthosoma seideliae ingår i släktet Xanthosoma och familjen kallaväxter.
Artens utbredningsområde är Bolivia. Inga underarter finns listade.